# Angelica e il Nuovo Mondo
Angelica e il Nuovo Mondo (Angélique et son amour) è un romanzo del 1961 scritto da Anne e Serge Golon. Si tratta del sesto libro della serie di romanzi di Angelica.
In Italia il romanzo è stato pubblicato per la prima volta nel 1966 dalla casa editrice Garzanti. Probabilmente, in modo simile a quanto accaduto per due film della serie tratta dai romanzi di Angelica, la casa editrice commise un errore assegnando a questo romanzo un titolo che sarebbe stato più adatto al romanzo successivo, uscito in patria nel 1964 come Angélique et le Nouveau Monde. Successivamente il romanzo è stato ristampato diverse volte e, a partire dallo stesso 1966, è stato spesso ristampato diviso in due romanzi distinti intitolati Angelica e il pirata (comprendente le prime due parti del romanzo) e Angelica e il Nuovo Mondo (comprendente la terza parte del romanzo).

## Edizioni
- 1966 - Garzanti (collana "Romanzi Moderni")
- 1966 - Garzanti (collana "Romanzi e Realtà") — diviso nei due volumi Angelica e il pirata e Angelica e il Nuovo Mondo
- 1976 - Garzanti (collana "Eroi e Eroine")
- 1982 - A. Vallardi
- 2001 - Tea Due — diviso nei due volumi Angelica e il pirata e Angelica e il Nuovo Mondo